# Норма Нолан
Но́рма Беатрі́с Но́лан Фігере́до (ісп. Norma Beatriz Nolan Figueredo; нар. 22 квітня 1938, Венадо-Туерто, Санта-Фе, Аргентина) — аргентинська модель, перша і єдина аргентинка, що завоювала титул Міс Всесвіт.
Предки Нолан з Ірландії та Італії. Норма Нолан виграла на конкурсі краси Міс Всесвіт, що відбувся в Miami Beach Auditorium у Маямі-Біч (США) 1962 року.
Не так багато відомо про неї після перемоги на «Міс Всесвіт». На думку деяких аргентинських сайтів, написаних аргентинцями, які жили в 1960-х, вона стала символом аргентинської молоді, в той час Аргентина переживала важкий період.